# Manuel José de Rojas
Manuel José de Rojas fue un político y  hacendado mexicano. Aunque interino, fue el primer gobernador de Chiapas a partir de la  independencia y la  federación de dicho estado a la  nación mexicana, el 14 de  septiembre de 1824. En reconocimiento a este hecho, con fecha 13 de septiembre de 1984 se colocó su nombre con letras doradas en el recinto del H.  Congreso del estado, junto con los de Josefina Manuela García Bravo, Fray Matías Antonio de Córdova y Ordóñez y Joaquín Miguel Gutiérrez.
Don Manuel José de Rojas era oriundo de Comitán. Fue padre de don Moisés Rojas, también gobernador interino del Estado (1875 - 1876). Fue socio fundador, en 1819, de la Sociedad de los amigos del país en Chiapas, la cual se preocupó por la  cultura de Chiapas. Su nombramiento como gobernador se basó en la experiencia que se le reconocía, pues había sido  Jefe político durante la  regencia, el  imperio de Iturbide y el período de Chiapas Libre. El  Congreso Constituyente tomó el acuerdo de nombrarlo Gobernador del Estado, cargo que desempeñó del 23 de  enero de 1825 al 17 de  abril de 1826.
Dicha institución se instaló en  Ciudad Real el 5 de enero de 1825 y expidió la primera  Constitución Política del Estado Libre y Soberano de Chiapas el 19 de noviembre del mismo año, misma que fue promulgada el 9 de febrero de 1826 por don Manuel José de Rojas, como gobernador interino del estado. Durante su breve administración nombró al Tesorero General del Estado, Mariano Troncoso; al Oficial Mayor y a otros oficiales, impulsó la educación, fundó la Universidad Literaria de Chiapas. Construyó algunos puentes, decreto el reconocimiento del río Jataté en el valle de Ocosingo y trajo la primera imprenta a Chiapas.